# Curralinhos
Curralinhos est une municipalité brésilienne située dans l'État du Piauí.